# Grande maestro internazionale

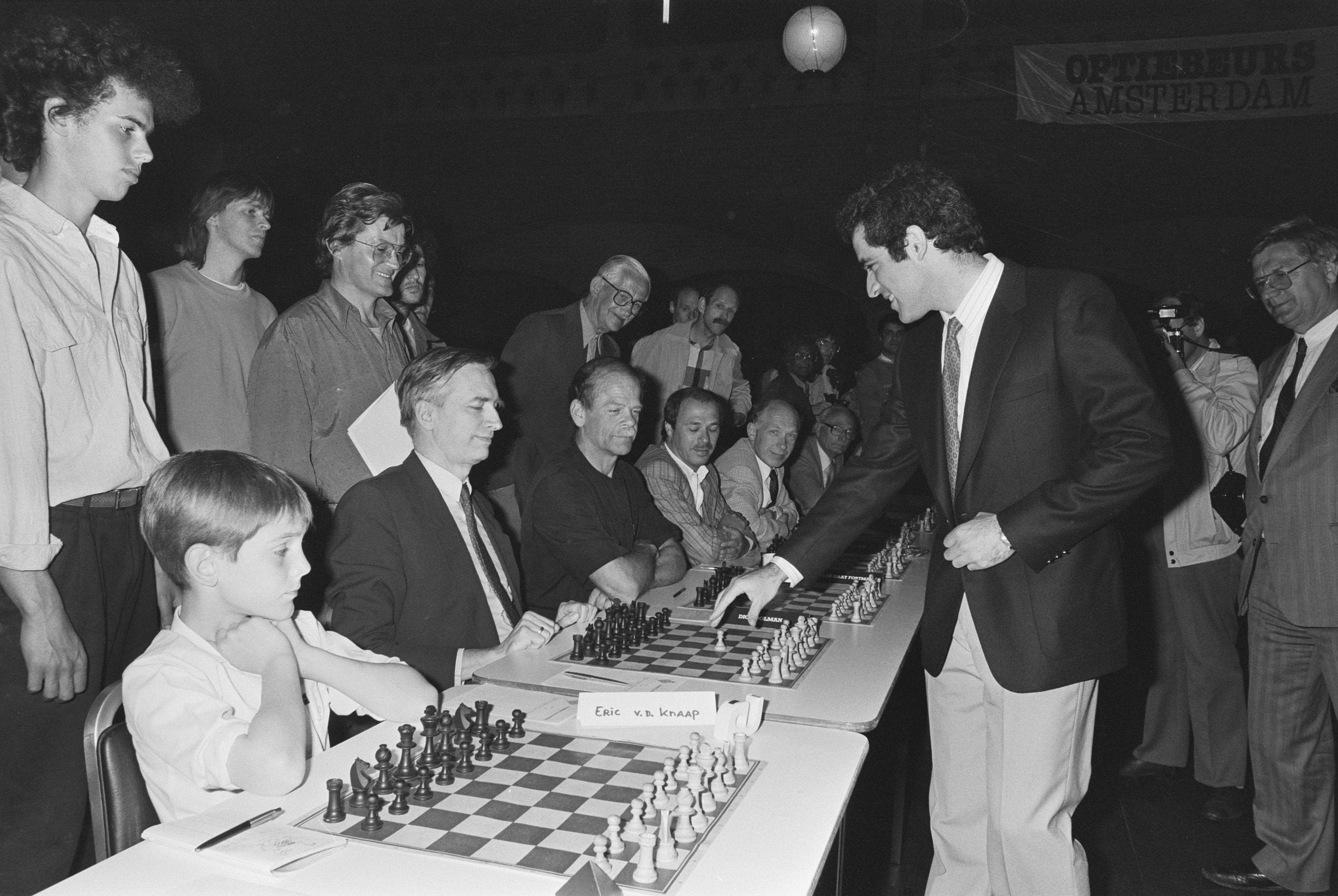
Il Grande maestro internazionale e all'epoca Campione del mondo Garri Kasparov nel 1987 all'inizio di una simultanea.

Il titolo di grande maestro internazionale, o più semplicemente grande maestro, è il riconoscimento più alto che possa essere attribuito ad un giocatore di scacchi dalla Federazione Internazionale degli Scacchi (FIDE).
Il titolo, spesso abbreviato GM, è a vita, ma può essere revocato dalla FIDE in determinati casi, quali il comportamento irregolare.
Titoli inferiori attribuiti dalla FIDE sono quelli di maestro internazionale (MI) e maestro FIDE (MF). Il titolo di maestro è attribuito solo dalle federazioni nazionali.
I titoli di GM, MI e MF sono aperti ad entrambi i sessi. Esistono poi titoli riservati alle donne: grande maestro femminile (WGM), paragonabile per livello di gioco a quello di un maestro FIDE o di un maestro internazionale, e maestro internazionale femminile (WIM), paragonabile a quello di un maestro nazionale.

## Storia

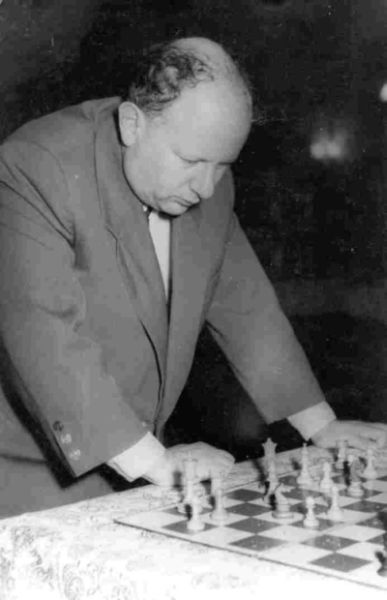
Isaak Jefremovyč Boleslavs'kyj, uno dei primi 27 grandi maestri nominati dalla FIDE.

Viene spesso ancora riportata una tradizione secondo cui il titolo di "grande maestro" sarebbe stato formalmente conferito per la prima volta dallo zar Nicola II di Russia nel 1914 a Lasker, Capablanca, Alechin, Tarrasch e Marshall, finalisti dell'importante torneo di San Pietroburgo 1914, da lui in gran parte finanziato (in cui Lasker, Capablanca e Alechin conquistarono, nell'ordine, i primi tre posti del podio). Tuttavia, tale tradizione viene considerata spuria dalla storiografia contemporanea. In particolare, lo storico Edward Winter ha dimostrato come il termine fosse in uso almeno dal 1838, che lo Zar non era presente nella capitale durante l'evento e che la prima occorrenza di questa storia risale unicamente agli anni '40.
La FIDE assegnò per la prima volta il titolo di grande maestro internazionale nel 1950 a 27 giocatori. I primi quindici erano i qualificati al primo torneo dei candidati del 1950, che si aggiungevano al campione del mondo Michail Botvinnik, ovvero: David Bronštejn, László Szabó, Isaak Boleslavs'kyj, Aleksandr Kotov, Andor Lilienthal, Igor' Bondarevskij, Miguel Najdorf, Gideon Ståhlberg, Salo Flohr, Vasilij Smyslov, Max Euwe, Samuel Reshevsky, Paul Keres, Reuben Fine. Altri dodici giocatori ebbero assegnato il titolo per meriti acquisiti prima del 1950 e ancora in vita: Ossip Bernstein, Oldrich Duras, Ernst Grünfeld, Boris Kostić, Grigorij Levenfiš, Géza Maróczy, Jacques Mieses, Vjačeslav Ragozin, Akiba Rubinstein, Friedrich Sämisch, Savelij Tartakover, Milan Vidmar.
Venne seguito il criterio di assegnare il titolo ai giocatori che avevano ottenuto alti risultati nel periodo 1900–1950. Altri forti giocatori di tale periodo non più in vita nel 1950, come per es. Richard Réti o Aaron Nimzowitsch, avrebbero ovviamente meritato il titolo, ma si decise di non attribuire titoli post mortem.
Le nomine erano soggette anche a considerazioni di carattere politico: Efim Bogoljubov per esempio non venne incluso nella lista dei primi 27 GM perché non gradito dai rappresentanti dei paesi socialisti, in quanto emigrato in Germania senza il consenso delle autorità (venne nominato nel 1951 con 13 voti favorevoli, 8 contrari e 5 astenuti).
Dal 1950 fino al 1970, quando fu introdotto il sistema Elo, la FIDE assegnava il titolo soltanto a coloro che si qualificavano al Torneo dei candidati e al Campione del mondo. Nel 1970 con l'introduzione del punteggio ideato da Arpad Elo il regolamento internazionale cominciò ad assegnare il titolo a coloro che avevano raggiunto i 2450 punti Elo e tre norme con una performance di 2551 punti Elo, da ottenere nell'arco di tre anni.

## Statistiche

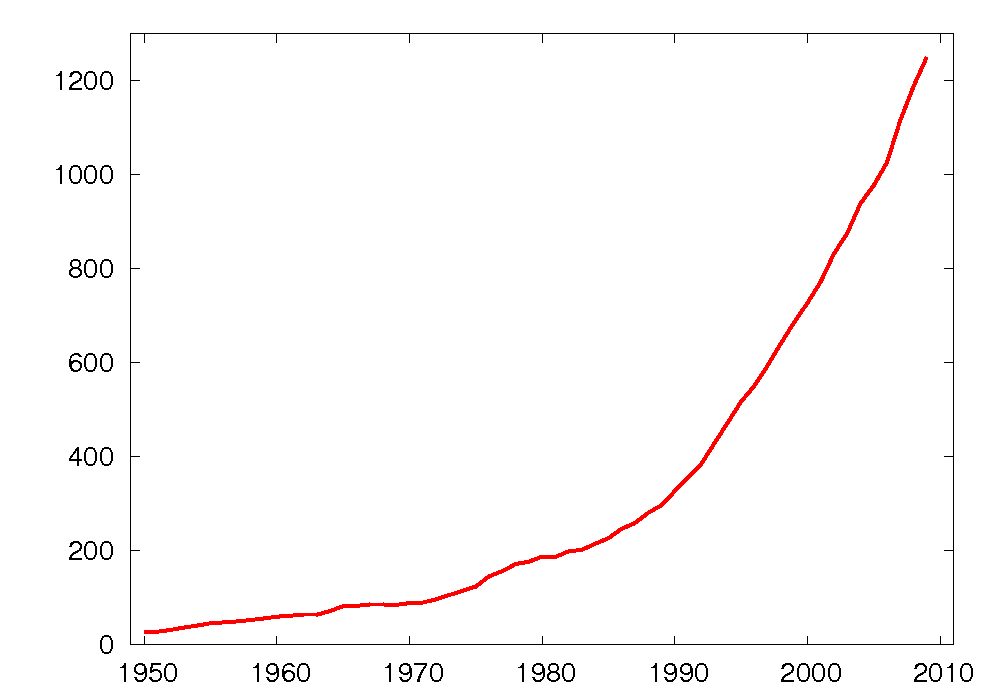
La progressione del numero dei Grandi maestri in vita dal 1950 (27) al 2010 (1250)

La prima lista FIDE, nel luglio 1972, riportava 82 grandi maestri. Nel corso degli anni si è assistito ad un crescendo dei titolati: nel 1974, a titolo di esempio, ne fu ratificato un unico nuovo, a fronte degli 85 del 2007. Il numero complessivo dei giocatori che hanno ricevuto il titolo era di 1722 a ottobre 2020 rispetto ai 699 dell'agosto 2001.
Questo notevole incremento viene considerato dovuto a vari fattori: il grande aumento dei partecipanti ai tornei, la maggiore facilità di viaggiare, che ha semplificato notevolmente l'allestimento dei tornei internazionali aumentandone di molto il numero, il fenomeno dell'inflazione dell'Elo (sono necessari almeno 2500 punti Elo per conseguire il titolo, nella prima lista FIDE vi era unicamente un giocatore, Robert James Fischer, che superava i 2700, in quella di ottobre 2020 ve ne erano 37) e il generale aumento di qualità dei giocatori (è stato infatti notato che la differenza relativa tra il 10º e il 100º in classifica è rimasta stabile per circa 40 anni).
In uno studio di Bartłomiej Macieja effettuato per la ACP (Association of Chess Professionals) in seguito alla discussione nel corso del congresso internazionale della FIDE del 2008, si analizzò la progressiva diminuzione del valore percepito del titolo di Grande Maestro con l'allargamento della platea dei giocatori professionisti. Fu sottolineato il fatto che il numero di GM fosse aumentato notevolmente tra il 1972 ed il 2008, e che oltre ad esso fosse aumentato in maniera ancora più elevata anche il numero di giocatori registrati che avessero un punteggio Elo sopra 2200. In seguito fu al contempo analizzato come l'abilità di gioco necessaria per raggiungere tale titolo fosse aumentata anch'essa nonostante l'elevato aumento del numero di giocatori.
Il titolo di grande maestro conserva ad ogni modo un alto prestigio, perché corrisponde ad altissime performance contro gli altri giocatori titolati. Una statistica redatta negli Stati Uniti indica che il titolo di maestro viene raggiunto tipicamente da circa il 2% dei giocatori di torneo, mentre i grandi maestri costituiscono appena lo 0,02% (due per diecimila) dei giocatori di torneo.
A novembre 2021 il titolo risulta assegnato a 1741 giocatori e giocatrici, dei quali 1315 attivi.

## Requisiti
Il manuale della FIDE elenca i requisiti necessari per poter ottenere il titolo di grande maestro. I principali sono i seguenti:
- deve essere stato raggiunto un punteggio Elo di almeno 2500 punti;
- devono essere state realizzate almeno due norme di grande maestro, con un totale di almeno 27 partite giocate nei tornei in cui si è ottenuta la norma.

I vincitori del campionato del mondo femminile, del campionato del mondo juniores e del campionato del mondo seniores ottengono automaticamente il titolo di grande maestro.

### Norme di grande maestro
Le norme di grande maestro sono dei passi successivi per ottenere il titolo definitivo di grande maestro. Vengono attribuite dalla FIDE secondo i seguenti requisiti:
- il torneo deve essere disputato sulla lunghezza di almeno 9 turni; fanno eccezione i campionati continentali a squadre, per i quali sono sufficienti 7 turni;
- devono essere presenti almeno tre giocatori di nazionalità diversa dal paese in cui si svolge il torneo;
- devono essere stati affrontati almeno tre grandi maestri;
- la performance ottenuta deve essere di almeno 2600 punti Elo.

## Grande maestroad honorem
La FIDE può concedere il titolo di grande maestro per motivi non strettamente agonistici, ad esempio per premiare una carriera particolarmente lunga o per meriti organizzativi. È necessario comunque avere già il titolo di maestro internazionale. Il titolo è detto ad honorem oppure honoris causa ed è indicato con la sigla HGM (Honorary Grand Master).
Grandi maestri che hanno ottenuto il titolo ad honorem:
- Julio Bolbochán (1977)
- Esteban Canal (1977)
- Borislav Milić (1977)
- Carlos Torre Repetto (1977)
- János Flesch (1980)
- Arnold Denker (1981)
- Lodewijk Prins (1982)
- Raúl Sanguineti (1982)
- Vladimir Alatorcev (1983)
- Oleksandr Konstantynopol's'kyj (1983)
- Erik Lundin (1983)
- Stojan Puc (1984)
- Eero Böök (1984)
- Harry Golombek (1985)
- Mario Monticelli (1985)
- Jaroslav Šajtar (1985)
- Arthur Dake (1986)
- Theodor Ghitescu (1986)
- Vladimir Makogonov (1987)
- Vladas Mikėnas (1987)
- Bogdan Śliwa (1987)
- George Koltanowski (1988)
- Andrija Fuderer (1990)
- Rudolf Marić (1990)
- Dragoljub Minić (1990)
- Heinz Lehmann (1992)
- Rudolf Teschner (1992)
- Károly Honfi (1996)
- Enrico Paoli (1996)
- Péter Dely (1999)
- Elmārs Zemgalis (2003)
- Mir Sultan Khan (2024)

## Grandi maestri donne

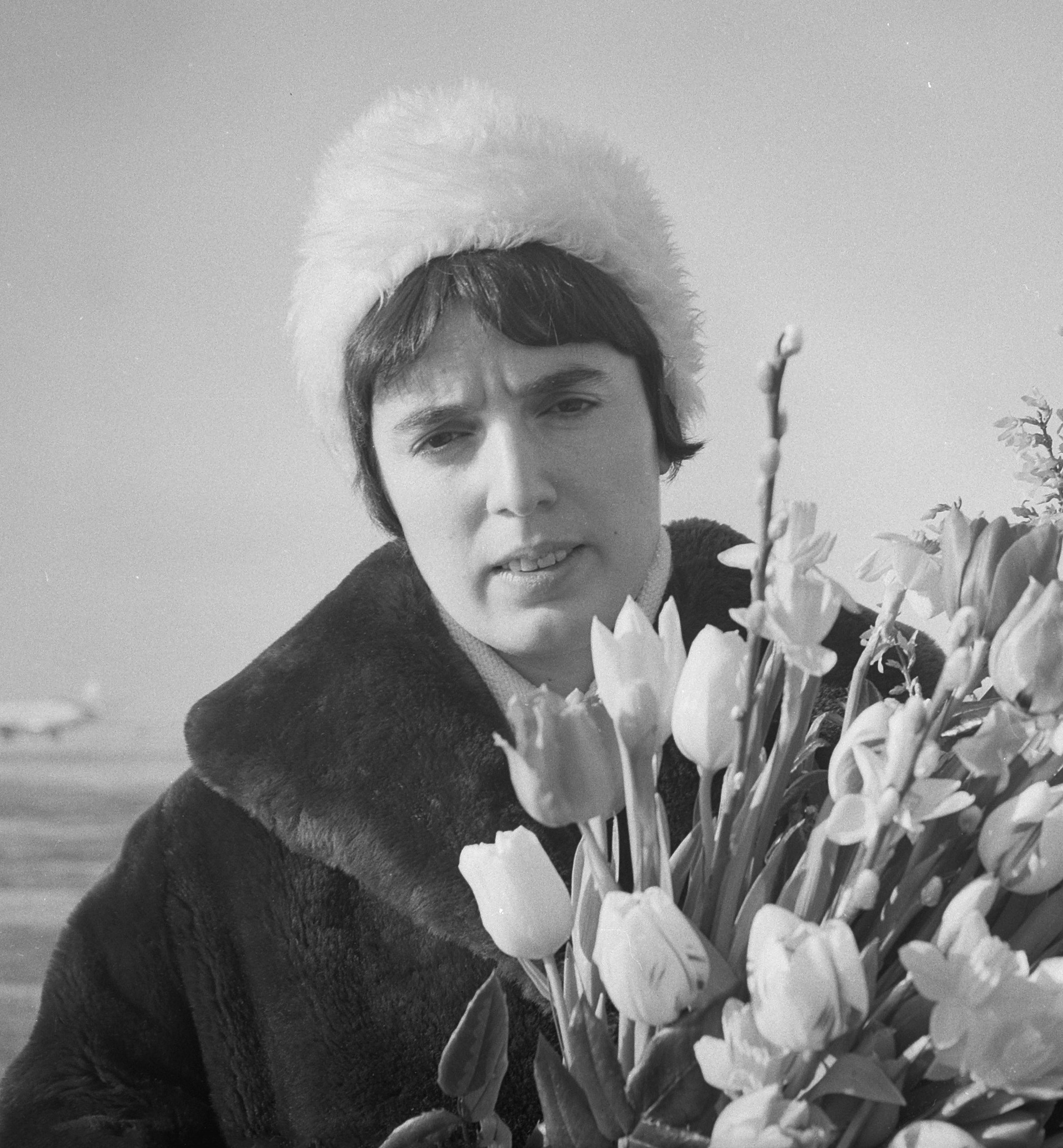
Nona Gaprindashvili, prima donna (1978) a diventare GM assoluto, fotografata nel 1963.

Al giugno 2024 le seguenti 42 giocatrici hanno ottenuto il titolo di GM assoluto:
1. Nona Gaprindashvili (1978)
2. Maia Chiburdanidze (1984)
3. Zsuzsa Polgár (1991)
4. Judit Polgár (1991)
5. Pia Cramling (1992)
6. Xie Jun (1993)
7. Zhu Chen (2001)
8. Humpy Koneru (2002)
9. Antoaneta Stefanova (2002)
10. Aleksandra Kostenjuk (2004)
11. Peng Zhaoqin (2004)
12. Hoang Thanh Trang (2007)
13. Kateryna Lahno (2007)
14. Xu Yuhua (2007)
15. Marie Sebag (2008)
16. Zhao Xue (2008)
17. Hou Yifan (2008)
18. Nana Dzagnidze (2008)
19. Monika Soćko (2008)
20. Ketevan Arachamija (2009)
21. Tat'jana Kosinceva (2009)
22. Natalja Žukova (2010)
23. Viktorija Čmilytė (2010)
24. Elina Danielyan (2010)
25. Nadežda Kosinceva (2011)
26. Dronavalli Harika (2011)
27. Anna Muzyčuk (2012)
28. Anna Ušenina (2012)
29. Valentina Gunina (2013)
30. Bela Khotenashvili (2013)
31. Irina Krush (2013)
32. Ju Wenjun (2014)
33. Marija Muzyčuk (2015)
34. Lei Tingjie (2017)
35. Tan Zhongyi (2017)
36. Aleksandra Gorjačkina (2018)
37. Nino Batsiashvili (2018)
38. Jansaya Aebdimaelik (2021)
39. Ol'ga Girja (2021)
40. Elisabeth Pähtz (2021)
41. Zhu Jiner (2023)
42. Vaishali Rameshbabu (2023)
43. Bıbisara Asaubaeva (2025)
44. Divya Deshmukh (2025)

## Grandi maestri più giovani
In ambito scacchistico i bambini prodigio sono un fenomeno molto conosciuto da tempo: Paul Morphy batté Johann Löwenthal all'età di 12 anni, José Raúl Capablanca divenne Campione cubano a 13, mentre Samuel Reshevsky teneva simultanee a 6.
Con la creazione del Titolo di grande maestro, il primo sotto l'età di 18 anni ad ottenerlo fu nel 1958 Bobby Fischer, record che resistette sino al 1991 quando fu infranto da Judit Polgár. Sergej Karjakin ha mantenuto il record per 19 anni, poi superato nel 2021 da Abhimanyu Mishra.
È stato dichiarato nel 2021, quando la Top 10 presenta unicamente record ottenuti a partire dal 2003 che «gli scacchi continuano a diventare più giovani», in riferimento all'aumento dei titolati in età appena adolescenziale. Ciò è stato attribuito all'aumentare della disponibilità del materiale di studio, alla diffusione di supporti governativi per i giocatori e alla maggior presenza, rispetto al passato, di tornei dedicati specificatamente alla realizzazione di norme. Quest'ultimo aspetto ha generato controversie: lo sfidante del Mondiale 2021 Jan Nepomnjaščij ha dichiarato che, ad esempio, almeno una norma ottenuta in un Torneo Open dovrebbe essere obbligatoria, come anche una media Elo più alta tra i GM partecipanti. Il già Campione Viswanathan Anand ha definito le proposte fatte alla FIDE «sufficientemente ragionevoli» e ha aggiunto che «dovrebbero migliorare le cose».
Di seguito i giocatori ad aver ottenuto il titolo di grande maestro internazionale prima del compimento del quattordicesimo anno d'età:
- L'età è riferita all'ottenimento della terza norma di GM, non alla nomina ufficiale da parte della FIDE.
- Il paese indicato è quello a cui apparteneva il giocatore quando ha ottenuto la terza norma di Grande maestro.

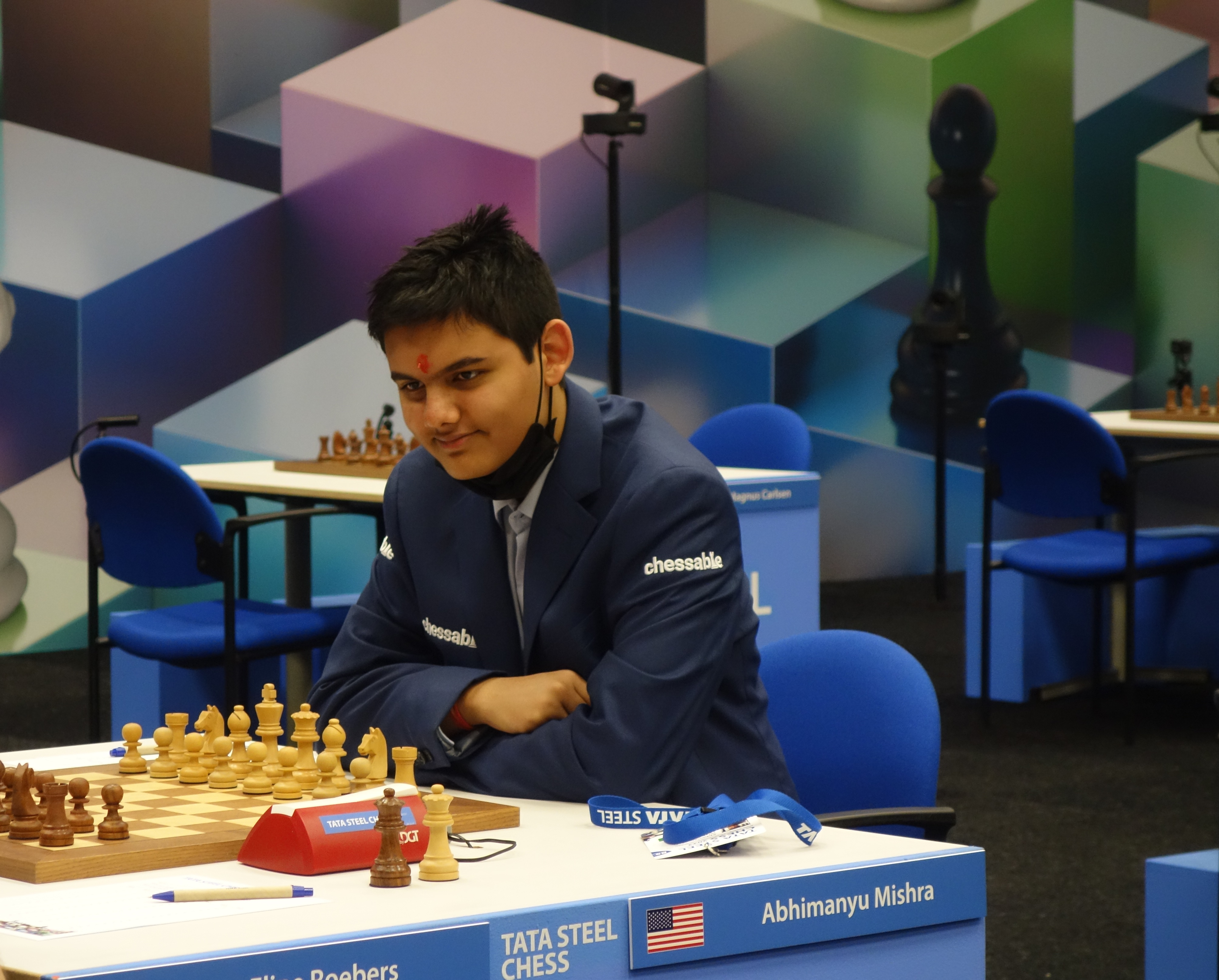
Abhimanyu Mishra più giovane GM di sempre.

| #  | Nome                  | Paese        | Anno | Età                        |
| -- | --------------------- | ------------ | ---- | -------------------------- |
| 1  | Abhimanyu Mishra      | Stati Uniti  | 2021 | 12 anni, 4 mesi, 25 gg[22] |
| 2  | Sergej Karjakin       | Ucraina[N 2] | 2003 | 12 anni, 7 mesi            |
| 3  | Dommaraju Gukesh      | India        | 2019 | 12 anni, 7 mesi, 17 gg     |
| 4  | Javokhir Sindarov     | Uzbekistan   | 2018 | 12 anni, 10 mesi, 8 gg     |
| 5  | R. Praggnanandhaa     | India        | 2018 | 12 anni, 10 mesi, 13 gg    |
| 6  | Nodirbek Abdusattorov | Uzbekistan   | 2017 | 13 anni, 1 mese, 11 gg     |
| 7  | Parimarjan Negi       | India        | 2006 | 13 anni, 4 mesi, 22 gg     |
| 8  | Magnus Carlsen        | Norvegia     | 2004 | 13 anni, 4 mesi, 27 gg     |
| 9  | Wei Yi                | Cina         | 2013 | 13 anni, 8 mesi, 23 gg     |
| 10 | Raunak Sadhwani       | India        | 2019 | 13 anni, 9 mesi, 26 gg     |
| 11 | Bu Xiangzhi           | Cina         | 1999 | 13 anni, 10 mesi, 13 gg    |
| 12 | Samuel Sevian         | Stati Uniti  | 2014 | 13 anni, 10 mesi, 27 gg    |
| 13 | Richárd Rapport       | Ungheria     | 2010 | 13 anni, 11 mesi, 6 gg     |

## Super-GM
Un giocatore il cui Elo raggiunge o supera i 2700 punti viene chiamato informalmente Super-grandmaster o in breve "Super-GM". Come nel caso dei GM, anche il numero di Super-GM è aumentato nel corso degli anni: se nel 1979 unicamente il Campione del Mondo Anatolij Karpov era inscrivibile nella categoria, nel 1994 ve ne erano 6, 33 nel 2009, per essere quindi 39 nella classifica mondiale FIDE del dicembre 2021. Ciò è stato attribuito a diversi fattori, quali l'inflazione che il punteggio Elo subirebbe nel corso del tempo o, al contrario, al miglioramento dei giocatori grazie alla diffusione dei motori scacchistici.
Di seguito è riportata la lista dei giocatori che almeno una volta nella loro carriera hanno raggiunto o superato quota 2700. È riportato il punteggio massimo ottenuto.

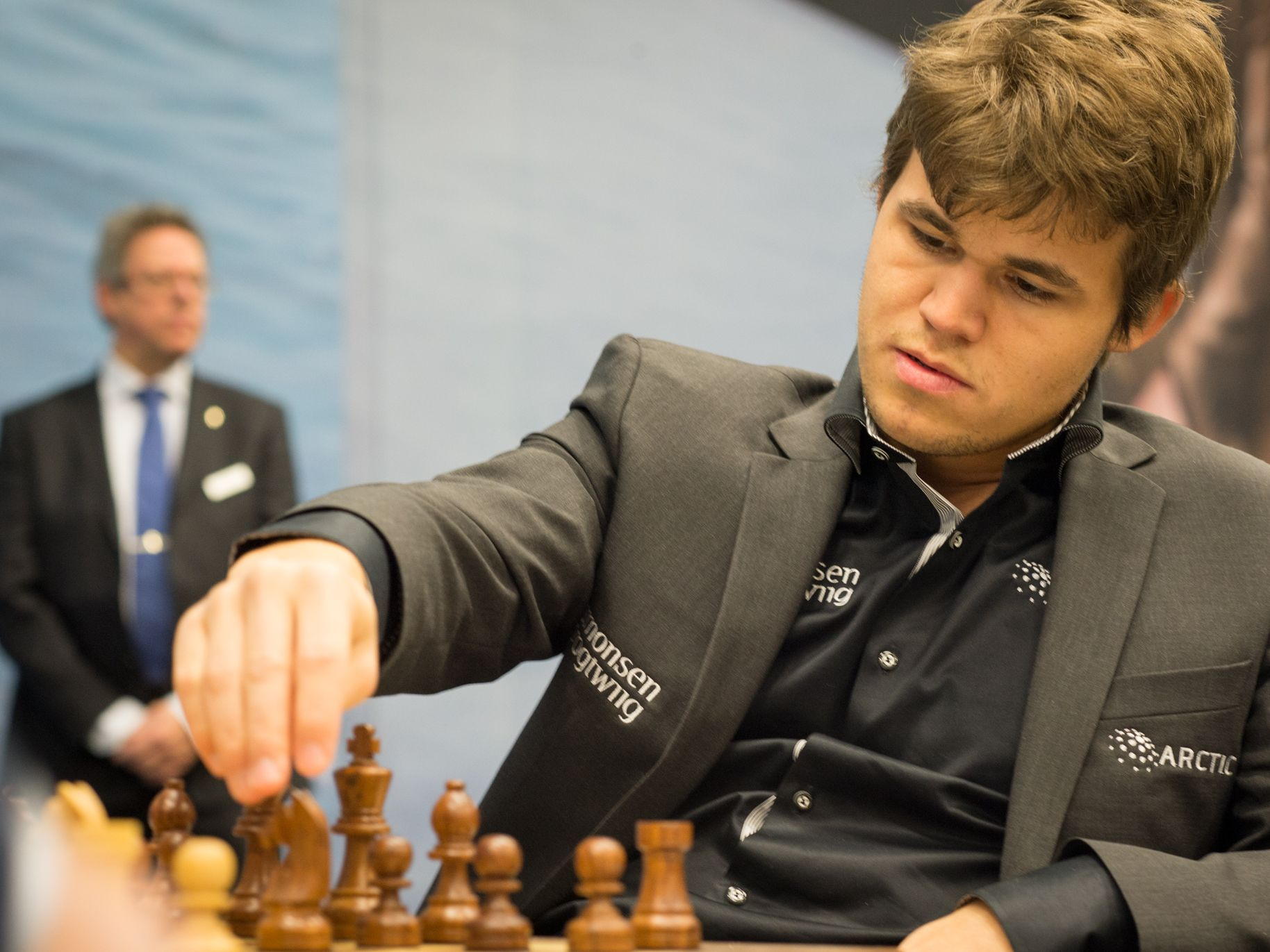
Magnus Carlsen, che ha raggiunto il punteggio Elo di 2882, il più alto mai registrato.

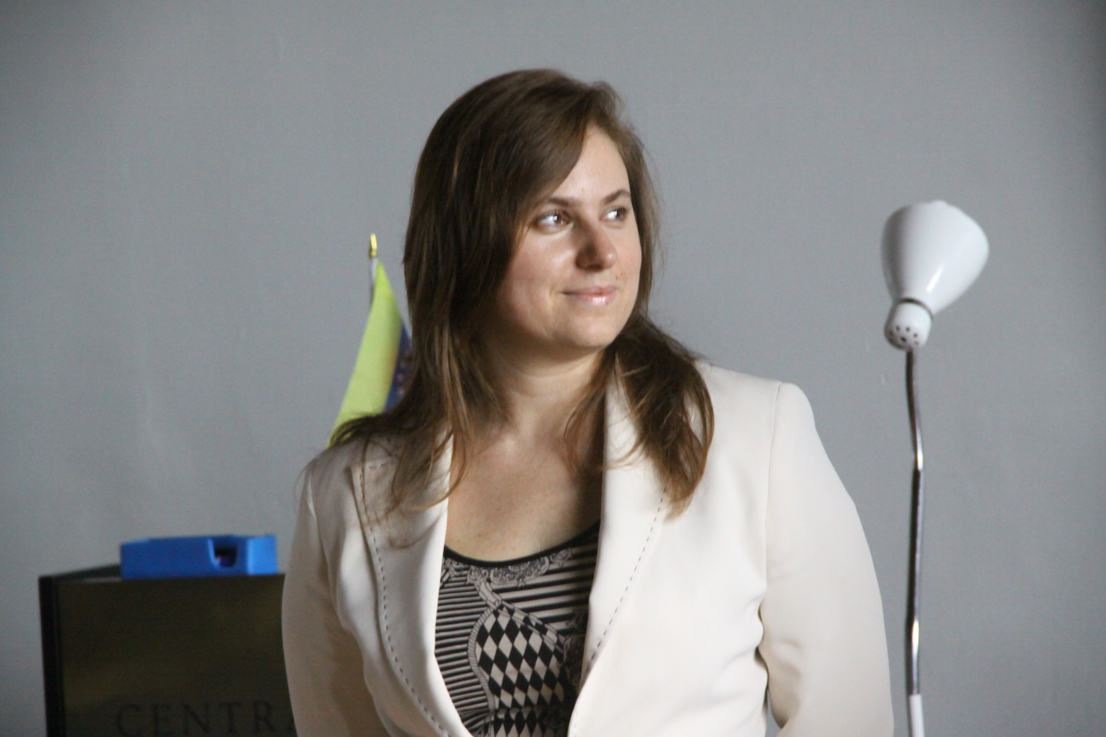
Judit Polgár, unica donna Super-GM

| #   | Elo  | Giocatore                    | Data    | Paese [N 3]      |
| --- | ---- | ---------------------------- | ------- | ---------------- |
| 1   | 2882 | Magnus Carlsen               | 2014-05 | Norvegia         |
| 2   | 2851 | Garri Kasparov               | 1999-07 | Russia           |
| 3   | 2844 | Fabiano Caruana              | 2014-10 | Italia[N 4]      |
| 4   | 2830 | Lewon Aronyan                | 2014-03 | Armenia [N 5]    |
| 5   | 2822 | Wesley So                    | 2017-02 | Filippine [N 6]  |
| 6   | 2820 | Şəhriyar Məmmədyarov         | 2018-09 | Azerbaigian      |
| 7   | 2819 | Maxime Vachier-Lagrave       | 2016-08 | Francia          |
| 8   | 2817 | Viswanathan Anand            | 2011-03 | India            |
| 9   | 2817 | Vladimir Kramnik             | 2016-10 | Russia           |
| 10  | 2816 | Veselin Topalov              | 2015-07 | Bulgaria         |
| 11  | 2816 | Hikaru Nakamura              | 2015-10 | Stati Uniti      |
| 12  | 2816 | Ding Liren                   | 2018-11 | Cina             |
| 13  | 2810 | Aleksandr Griščuk            | 2014-12 | Russia           |
| 14  | 2804 | Alireza Firouzja             | 2021-12 | Iran [N 7]       |
| 15  | 2801 | Arjun Erigaisi               | 2024-12 | India            |
| 16  | 2798 | Anish Giri                   | 2015-10 | Paesi Bassi      |
| 17  | 2795 | Jan Nepomnjaščij             | 2023-03 | Russia           |
| 18  | 2794 | Dommaraju Gukesh             | 2024-10 | India            |
| 19  | 2793 | Teymur Rəcəbov               | 2012-10 | Azerbaigian      |
| 20  | 2788 | Aleksandr Morozevič          | 2008-07 | Russia           |
| 21  | 2788 | Sergej Karjakin              | 2011-07 | Ucraina [N 8]    |
| 22  | 2787 | Vasyl' Ivančuk               | 2007-10 | Ucraina          |
| 23  | 2785 | Bobby Fischer                | 1972-07 | Stati Uniti      |
| 24  | 2783 | Nodirbek Abdusattorov        | 2024-10 | Uzbekistan       |
| 25  | 2780 | Anatolij Karpov              | 1994-07 | Russia           |
| 26  | 2779 | Rameshbabu Praggnanandhaa    | 2025-07 | India            |
| 27  | 2777 | Boris Gelfand                | 2013-11 | Israele          |
| 28  | 2776 | Richárd Rapport              | 2022-04 | Ungheria [N 9]   |
| 29  | 2770 | Pentala Harikrishna          | 2016-12 | India            |
| 30  | 2769 | Pëtr Svidler                 | 2013-05 | Russia           |
| 31  | 2768 | Leinier Domínguez            | 2014-05 | Cuba [N 10]      |
| 32  | 2765 | Yu Yangyi                    | 2018-09 | Cina             |
| 33  | 2765 | Pavlo El'janov               | 2016-03 | Ucraina          |
| 34  | 2764 | Ruslan Ponomarëv             | 2011-07 | Ucraina          |
| 35  | 2763 | Péter Lékó                   | 2005-04 | Ungheria         |
| 36  | 2763 | Gata Kamskij                 | 2013-07 | Stati Uniti      |
| 37  | 2763 | Wang Hao                     | 2020-04 | Cina             |
| 38  | 2763 | Wei Yi                       | 2024-10 | Cina             |
| 39  | 2761 | Vüqar Həşimov                | 2012-01 | Azerbaigian      |
| 40  | 2761 | Michael Adams                | 2013-09 | Inghilterra      |
| 41  | 2761 | Vladislav Artem'ev           | 2019-06 | Russia           |
| 42  | 2760 | Dmitrij Jakovenko            | 2009-01 | Russia           |
| 43  | 2760 | Jan-Krzysztof Duda           | 2021-12 | Polonia          |
| 44  | 2758 | Evgenij Tomaševskij          | 2015-09 | Russia           |
| 45  | 2758 | Li Chao                      | 2016-06 | Cina             |
| 46  | 2756 | Wang Yue                     | 2010-09 | Cina             |
| 47  | 2755 | Aleksej Širov                | 2008-01 | Spagna           |
| 48  | 2751 | Sergey Movsesyan             | 2009-01 | Armenia          |
| 49  | 2751 | David Navara                 | 2015-05 | Rep. Ceca        |
| 50  | 2751 | Nikita Vitjugov              | 2019-08 | Russia [N 11]    |
| 51  | 2750 | Radosław Wojtaszek           | 2017-01 | Polonia          |
| 52  | 2749 | Étienne Bacrot               | 2013-11 | Francia          |
| 53  | 2749 | Aravindh Chithambaram        | 2025-04 | India            |
| 54  | 2747 | Vidit Gujrathi               | 2024-02 | India            |
| 55  | 2743 | Dmitrij Andrejkin            | 2016-06 | Russia           |
| 56  | 2743 | Vincent Keymer               | 2024-01 | Germania         |
| 57  | 2742 | Parham Maghsoodloo           | 2023-12 | Iran             |
| 58  | 2741 | Lê Quang Liêm                | 2024-08 | Vietnam          |
| 59  | 2739 | Evgenij Bareev               | 2003-10 | Russia           |
| 60  | 2739 | Vladimir Fedoseev            | 2025-03 | Russia [N 12]    |
| 61  | 2738 | Maksim Matlakov              | 2017-11 | Russia           |
| 62  | 2737 | Arkadij Naiditsch            | 2013-12 | Germania [N 13]  |
| 63  | 2736 | Hans Niemann                 | 2025-04 | Stati Uniti      |
| 64  | 2735 | Judit Polgár                 | 2005-07 | Ungheria         |
| 65  | 2734 | Viktor Bologan               | 2012-08 | Moldavia         |
| 66  | 2734 | Baadur Džobava               | 2012-09 | Georgia          |
| 67  | 2732 | Vladimir Malachov            | 2010-07 | Russia           |
| 68  | 2732 | Ėrnesto Inarkiev             | 2016-09 | Russia           |
| 69  | 2731 | Samuel Shankland             | 2018-02 | Stati Uniti      |
| 70  | 2731 | Bu Xiangzhi                  | 2019-02 | Cina             |
| 71  | 2726 | Zoltán Almási                | 2011-07 | Ungheria         |
| 72  | 2726 | Oleksandr Moïsejenko         | 2011-09 | Ucraina          |
| 73  | 2725 | Evgenij Alekseev             | 2009-09 | Russia           |
| 74  | 2725 | Andrij Volokitin             | 2013-03 | Ucraina          |
| 75  | 2724 | Ni Hua                       | 2009-09 | Cina             |
| 76  | 2724 | Francisco Vallejo Pons       | 2011-07 | Spagna           |
| 77  | 2723 | Anton Korobov                | 2014-01 | Ucraina          |
| 78  | 2723 | Andrej Esipenko              | 2022-03 | Russia           |
| 79  | 2722 | Javokhir Sindarov            | 2025-07 | Uzbekistan       |
| 80  | 2720 | Krishnan Sasikiran           | 2011-03 | India            |
| 81  | 2720 | Aleksandr Rjazancev          | 2012-07 | Russia           |
| 82  | 2720 | Oleksandr Areščenko          | 2012-12 | Ucraina          |
| 83  | 2720 | Laurent Fressinet            | 2015-06 | Francia          |
| 84  | 2720 | Daniil Dubov                 | 2021-12 | Russia           |
| 85  | 2718 | Ivan Čeparinov               | 2018-08 | Bulgaria [N 14]  |
| 86  | 2718 | Amin Tabatabaei              | 2024-07 | Iran             |
| 87  | 2717 | Lázaro Bruzón                | 2012-10 | Cuba [N 15]      |
| 88  | 2717 | Jurij Kryvoručko             | 2015-11 | Ucraina          |
| 89  | 2717 | Aleksej Sarana               | 2024-07 | Serbia [N 16]    |
| 90  | 2715 | Valerij Salov                | 1995-10 | Russia           |
| 91  | 2715 | Rustam Qosimjonov            | 2015-05 | Uzbekistan       |
| 92  | 2715 | Kirill Alekseenko            | 2019-11 | Russia [N 17]    |
| 93  | 2715 | Jorden Van Foreest           | 2022-05 | Paesi Bassi      |
| 94  | 2714 | Loek van Wely                | 2001-10 | Paesi Bassi      |
| 95  | 2714 | Denis Chismatullin           | 2014-03 | Russia           |
| 96  | 2713 | Vladimir Hakobyan            | 2007-10 | Armenia          |
| 96  | 2713 | Luke McShane                 | 2012-07 | Inghilterra      |
| 97  | 2712 | Nigel Short                  | 2004-04 | Inghilterra      |
| 98  | 2712 | David Howell                 | 2015-08 | Inghilterra      |
| 99  | 2712 | Bassem Amin                  | 2019-01 | Egitto           |
| 100 | 2712 | Jeffery Xiong                | 2019-09 | Stati Uniti      |
| 101 | 2712 | Sanan Vjačeslavovič Sjugirov | 2022-11 | Russia [N 18]    |
| 102 | 2711 | Aleksej Dreev                | 2011-07 | Russia           |
| 103 | 2711 | Gabriel Sargsyan             | 2022-09 | Armenia          |
| 104 | 2710 | Oleksandr Beljavs'kyj        | 1997-07 | Slovenia [N 19]  |
| 105 | 2710 | Aleksandr Motylëv            | 2009-07 | Russia           |
| 106 | 2710 | Maxim Rodshtein              | 2016-03 | Israele          |
| 107 | 2710 | Bogdan-Daniel Deac           | 2022-09 | Romania          |
| 109 | 2709 | Rauf Məmmədov                | 2017-12 | Azerbaigian      |
| 110 | 2709 | Gawain Jones                 | 2019-06 | Inghilterra      |
| 111 | 2708 | Zachar Jefymenko             | 2011-03 | Ucraina          |
| 112 | 2708 | Haik Martirosyan             | 2023-11 | Armenia          |
| 113 | 2707 | Liviu Dieter Nisipeanu       | 2005-10 | Romania [N 20]   |
| 114 | 2707 | Evgenij Naer                 | 2017-08 | Russia           |
| 115 | 2706 | Ivan Sokolov                 | 2004-01 | Paesi Bassi      |
| 116 | 2706 | Ferenc Berkes                | 2011-09 | Ungheria         |
| 117 | 2706 | Sergej Rublëvskij            | 2013-11 | Russia           |
| 118 | 2705 | Michail Tal'                 | 1980-01 | Unione Sovietica |
| 119 | 2705 | Vadim Milov                  | 2008-07 | Svizzera         |
| 120 | 2705 | Boris Gračëv                 | 2012-03 | Russia           |
| 121 | 2705 | Jon Ludvig Hammer            | 2016-02 | Norvegia         |
| 122 | 2704 | Viktor Láznička              | 2012-01 | Rep. Ceca        |
| 123 | 2704 | Ray Robson                   | 2023-04 | Stati Uniti      |
| 124 | 2703 | Emil Sutovskij               | 2012-01 | Israele          |
| 125 | 2703 | Markus Ragger                | 2017-02 | Austria          |
| 126 | 2703 | Vladislav Kovalëv            | 2019-02 | Bielorussia      |
| 127 | 2703 | Ivan Šarić                   | 2019-03 | Croazia          |
| 128 | 2703 | David Antón Guijarro         | 2020-03 | Spagna           |
| 129 | 2703 | Samuel Sevian                | 2022-05 | Stati Uniti      |
| 130 | 2702 | Michail Krasenkov            | 2000-07 | Polonia          |
| 131 | 2702 | Il'ja Smiryn                 | 2001-07 | Israele          |
| 132 | 2702 | Aleksandr Chalifman          | 2001-10 | Russia           |
| 133 | 2702 | Zurab Azmaiparashvili        | 2003-07 | Georgia          |
| 134 | 2702 | Romain Édouard               | 2014-06 | Francia          |
| 135 | 2702 | Ihor Kovalenko               | 2015-08 | Ucraina          |
| 136 | 2701 | Aleksandr Oniščuk            | 2001-07 | Stati Uniti      |
| 137 | 2701 | Baskaran Adhiban             | 2019-04 | India            |
| 138 | 2700 | Peter Heine Nielsen          | 2010-07 | Danimarca        |
| 139 | 2700 | Igor' Lysyj                  | 2015-01 | Russia           |

### Genere
A gennaio 2025 una sola donna, Judit Polgár, ha raggiunto i requisiti per essere definita "super-GM".

## Grande maestro per corrispondenza
La International Correspondence Chess Federation (ICCF) assegna tra i titoli internazionali quello di "grande maestro di scacchi per corrispondenza", che in maniera simile al titolo corrispondente a tavolino non ha limitazioni di tempo ed è assegnato principalmente attraverso delle norme. In particolare si ottienere il titolo nei seguenti modi:
- classificandosi tra il primo e il terzo posto del Campionato del mondo;
- classificandosi al primo posto tra le prime scacchiere delle Olimpiadi di scacchi per corrispondenza;
- ottenendo due norme di grande maestro per corrispondenza in almeno 24 partite giocate in totale;
- su proposta della propria federazione nazionale con l'approvazione di almeno due terzi del Congresso della ICCF.